# Lu (Itàlia)
Lu és un municipi situat al territori de la província d'Alessandria, a la regió del Piemont (Itàlia).
Limita amb els municipis de Camagna Monferrato, Conzano, Cuccaro Monferrato, Mirabello Monferrato, Occimiano, Quargnento i San Salvatore Monferrato.
Pertanyen al municipi les frazioni de Bodelacchi, Borghina, Castagna, Martini i Trisogli.

## Galeria fotogràfica

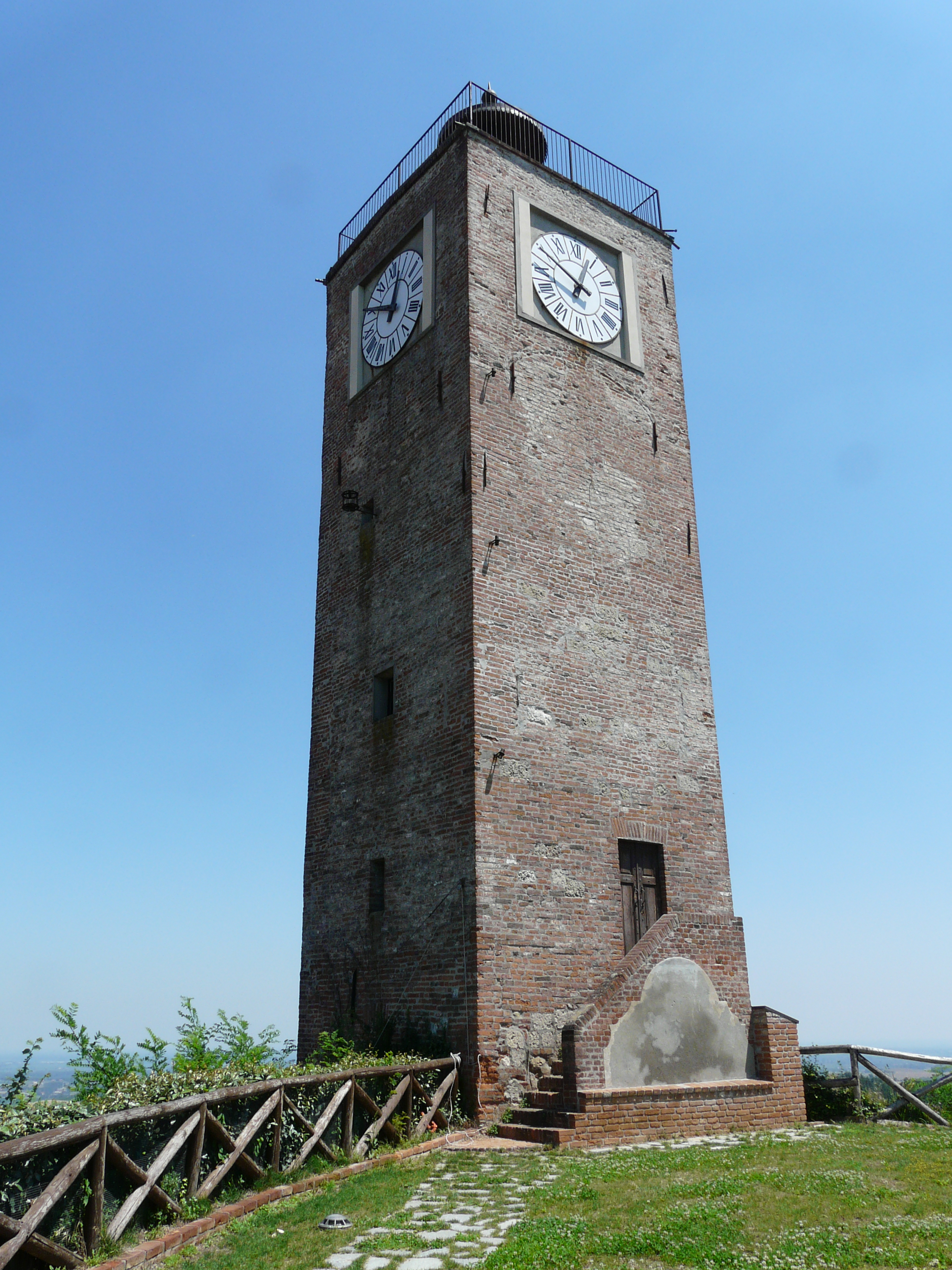
Torre de Lu
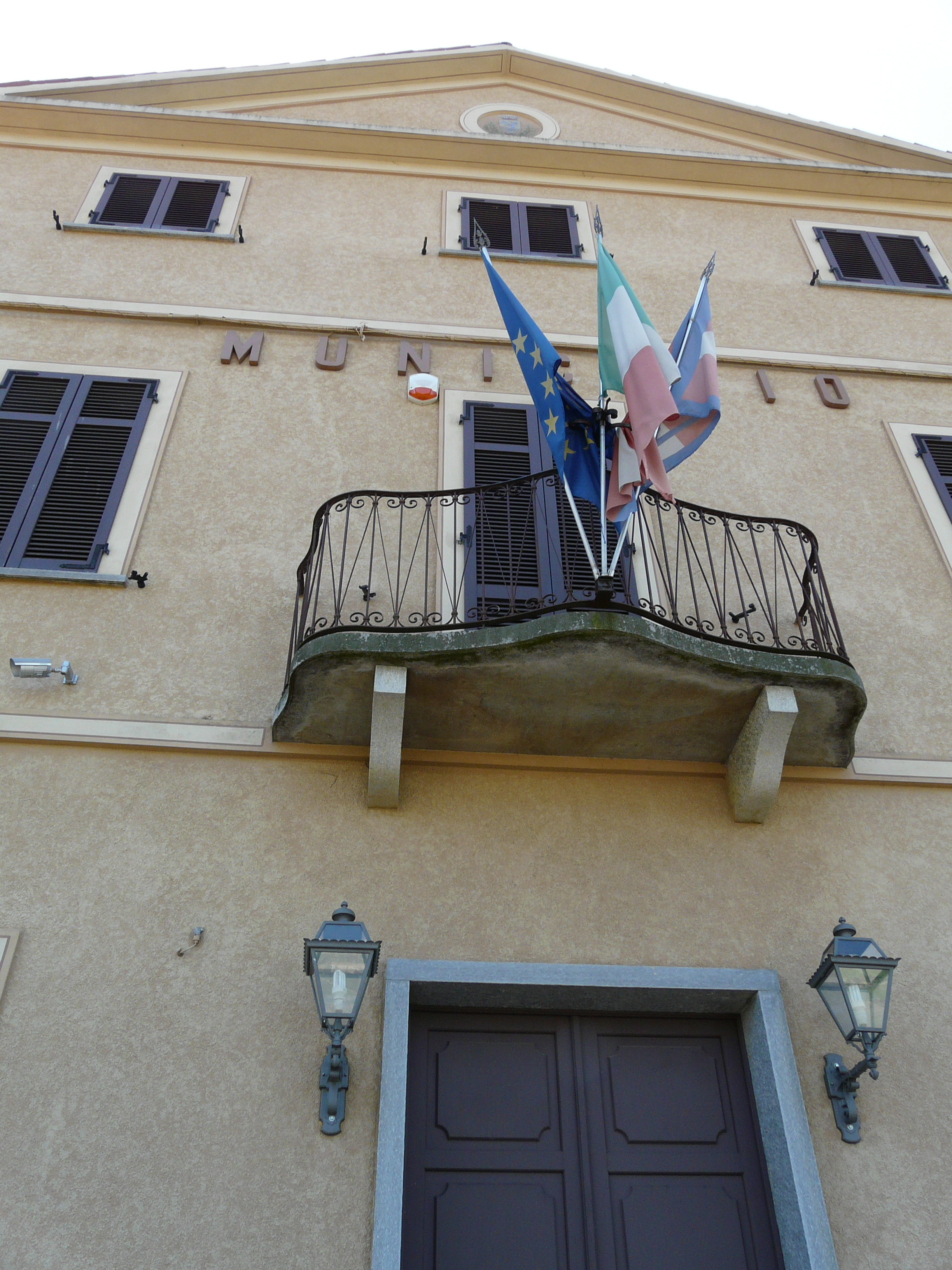
Ajuntament
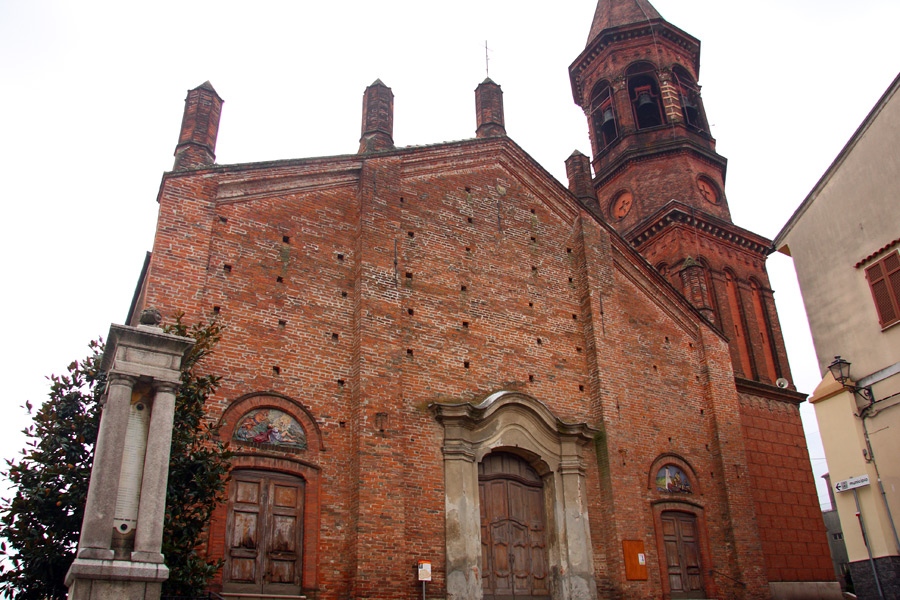
Església parroquial
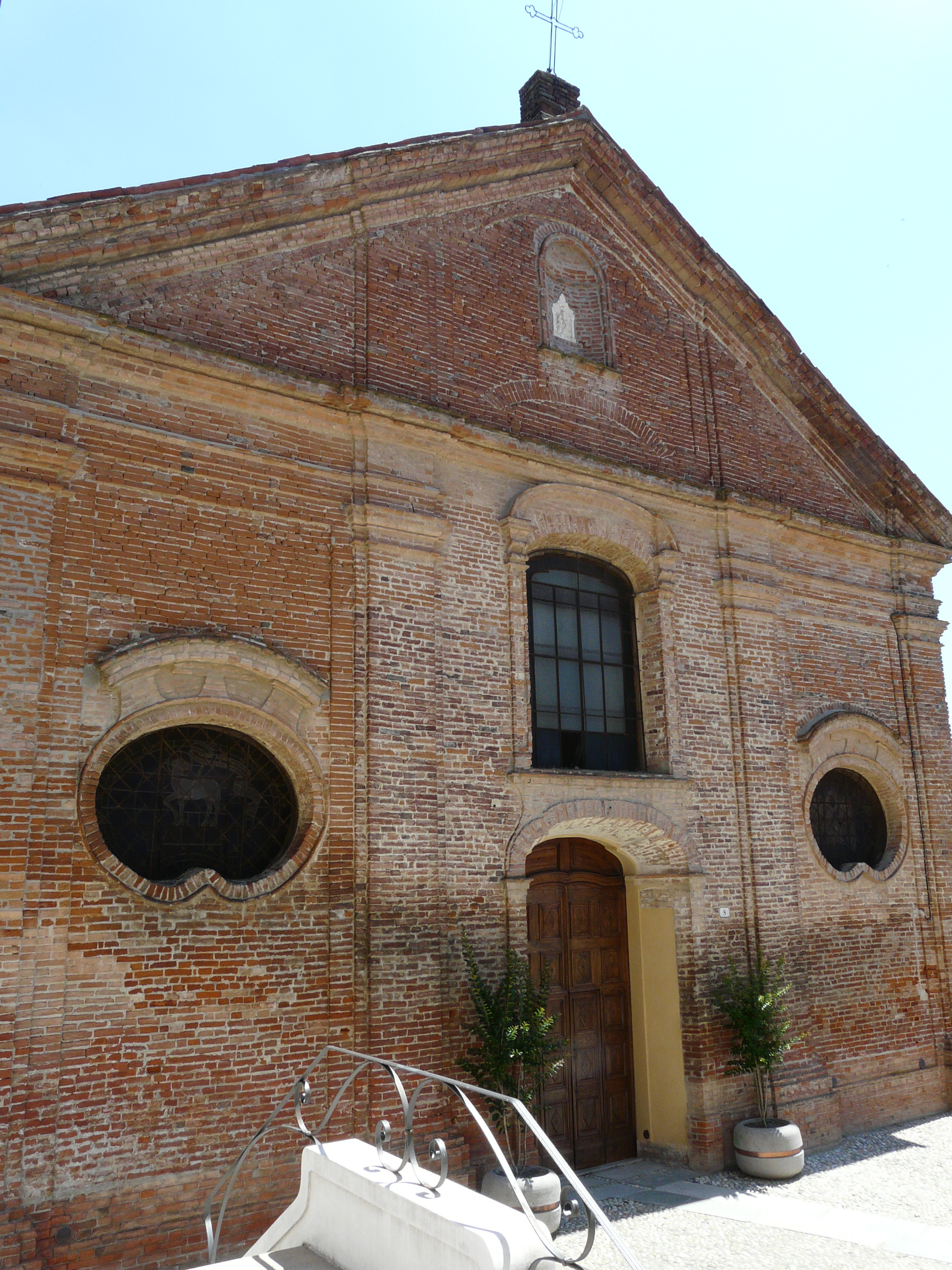
L'església de Sant Nazari
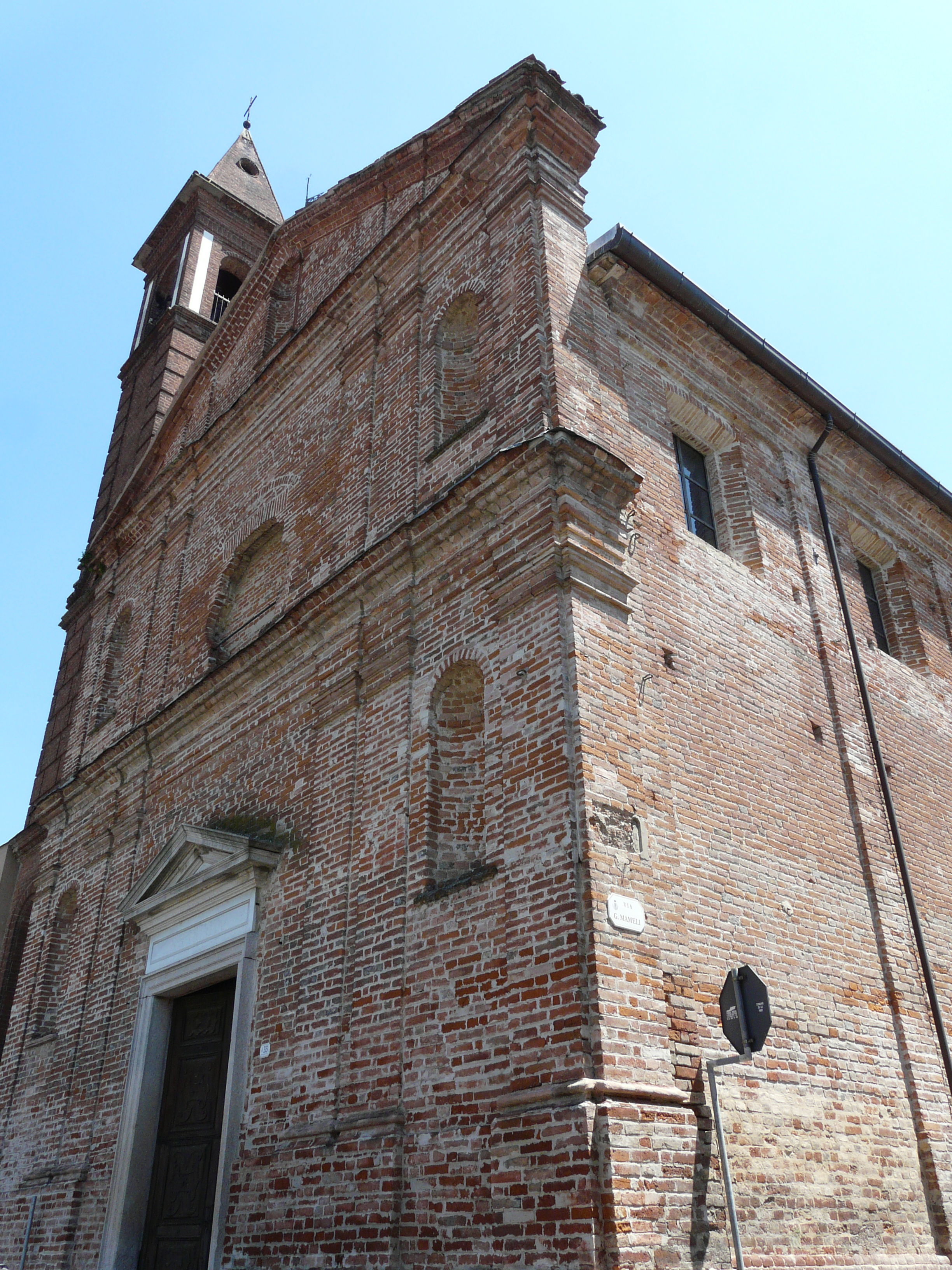
L'església de la Santíssima Trinitat